# Велва (Ђенова)
Велва је насеље у Италији у округу Ђенова, региону Лигурија.
Према процени из 2011. у насељу је живело 144 становника. Насеље се налази на надморској висини од 431 м.